# Organizzazione non lucrativa di utilità sociale
Die Organizzazione non lucrativa di utilità sociale (ONLUS) (deutsch: gemeinnützige Organisation ohne Gewinnabsichten) ist eine Rechtsform in Italien, die im internationalen Vergleich als Non-Profit-Organisation (NPO) eingestuft wird.
Die Rechtsform wurde mit einem Gesetz am 4. Dezember 1997 vom italienischen Parlament eingeführt.
Beispiele für Organisationen in dieser Rechtsform sind der Rettungsdienst Weißes Kreuz und die Schwul-lesbische Initiative Südtirols – Centaurus.